# Forbidden Adventure
Ne doit pas être confondu avec Newly Rich (film, 1922).
Pour plus de détails, voir Fiche technique et Distribution.
Forbidden Adventure (ou Newly Rich) est un film américain réalisé par Norman Taurog, sorti en 1931.

## Synopsis
Trois enfants dont deux acteurs et un roi s'enfuient de leur vie resserrée et vivent une aventure interdite. 

## Fiche technique
- Titre : Forbidden Adventure ou Newly Rich
- Réalisation : Norman Taurog
- Scénario : Edward E. Paramore Jr., Joseph L. Mankiewicz et Agnes Brand Leahy d'après une histoire de Sinclair Lewis
- Photographie : Charles Lang
- Pays d'origine : États-Unis
- Format : Noir et blanc
- Genre : comédie
- Durée : 77 minutes
- Date de sortie : 1931

## Distribution
- Mitzi Green : Daisy Tate
- Edna May Oliver : Bessie Tate
- Louise Fazenda : Maggie Tiffany
- Jackie Searl : Tiny Tim
- Bruce Line : King Maximilian
- Virginia Hammond : Queen Sedonia
- Lawrence Grant : Equerry
- Dell Henderson : le Directeur
- Lester Dorr : (non crédité)
- Olaf Hytten : Florist (non crédité)
- George Regas : Lippo (non crédité)
- Noah Young : Bill (non crédité)